# Óscar Miñambres
Óscar Miñambres Pascual (Fuenlabrada, 1 januari 1981) is een voormalig Spaans voetballer.

## Kampioenschappen
- Real Madrid
- Primera División: 2002–03
- UEFA Champions League: 2001–02
- UEFA Super Cup: 2002
- Wereldbeker voetbal: 2002